# 歌うヘッドフォン娘
『歌うヘッドフォン娘』（うたうヘッドフォンむすめ）は、ぬじまによる日本の漫画作品。普段は寡黙な剣道少女だが、ヘッドホンで好きな歌を聴いていると無意識に歌い出してしまうという一風変わったヒロインを巡って巻き起こる一話完結型の青春コメディ。『ヤングアニマル嵐』（白泉社）公式サイトの作品紹介では「青春＆ラブをほんのりまぶしたショートギャグコメディ」、ぬじまのX（旧Twitter）では「歌うのが好きなアホ少女のショートコメディ」と紹介されていた。『ヤングアニマル』（白泉社）2015年6号（3月27日号）に読み切り版が2本立てで掲載されたあと、『ヤングアニマル嵐』2015年11号（11月1日号）から2016年9号（9月1日号）にかけて11本が連載され、2016年10月28日に全13本を収めたコミックス全1巻が『ヤングアニマルコミックス』から刊行された。
コミックスのあとがきに描かれた本作執筆の経緯によれば、同人誌即売会でぬじまをスカウトした某誌編集者（後の担当編集者）が正式に執筆依頼をする前に白泉社へ移籍することとなり、その編集者から「（白泉社での）仕事が始まるまでなら助言するので練習を兼ねて全力を出した同人誌を作ってみては」と勧められて作ったネームが本作の第1話となった。ネームを受け取った担当編集者が編集長に見せたところ好感を得られ、もう1本描いて読み切り2本立てにすることを条件に『ヤングアニマル』（白泉社）2015年6号への掲載が決定した。さらに、この読み切り版が好評だったため『ヤングアニマル』の増刊号である『ヤングアニマル嵐』の2015年11号から新連載となり、翌年に
同誌が大幅リニューアルを敢行した直後の2016年9号で最終回を迎えるまでに計11本が掲載された。
『ヤングアニマル嵐』連載時の話数表記は「TRACK:○:」となっていた一方、連載開始を記念してWebサイト『ヤングアニマルDensi』に再掲載された読み切り版は「第0話」と表記されていた。後にコミックス化で読み切り版と連載版が併録されることになったとき、話数表記は発表順に従って整理され、読み切り版が「PART.1」「PART.2」に、連載版が「PART.3」-「PART.13」へと改められた。

## あらすじ
剣道部2年の女子高生・橘鏡花は一見すると無口でクールな美少女に見えるが実は極度の恥ずかしがり屋。しかしカラオケで歌うことが何より大好きで、そのうえ好きな歌をヘッドフォンで聴いていると感情が溢れてきて無意識に歌い出してしまうという天然の癖があった。そんな彼女の周りには、彼女の歌に魅せられつつ希少動物のように陰からそっと見守りたい町内のファンたちや、彼女が部活の先輩に抱く淡い恋心を応援したい親友たち、その他もろもろのハプニングが集まってきて、青春の日々が賑やかに過ぎていく。

## 登場人物
橘 鏡花（たちばな きょうか）
黒髪ポニーテールの女子高生。クラスは2年4組で剣道部に所属。いつもヘッドフォンで音楽を聴きながら登下校しており、テンションが上がってくると無意識に歌い始めてしまう癖がある。よく歌うジャンルは古い歌謡曲や演歌、80年代オールディーズや特撮ヒーロー番組の主題歌など様々だが、どの歌も聞いているうちに歌の内容が映像になって見えてくるほど上手いことから、本人の知らないところで「通学路の歌姫」と呼ばれ、街の人たちから秘かに慕われている。同じ剣道部の杉山先輩に片思い中。山羊座生まれで水泳が苦手。好きな歌はP-MODELの「SPEED TUBE」。
杉山 圭一（すぎやま けいいち）
剣道部主将。熱心で真面目な鏡花のことは以前から部活動の先輩として目に掛けていたが、彼女が「通学路の歌姫」だと知ってからは異性として少し気になる存在になりつつある。
ヒビキ
鏡花のクラスメイトで親友その1。日焼けに赤毛ベリーショートが特徴の体育会系女子。ピュアな鏡花をいじるのが好き。校外学習で海水浴場に来たときは泳げない鏡花に水泳を教えたり、背が低いわりに胸が大きいことで周りの注目を集めてしまう鏡花を気遣ってラッシュガードを貸すなど、何かと面倒見がいい姉御肌。
千草（ちぐさ）
鏡花のクラスメイトで親友その2。眼鏡に黒髪ツインテールが特徴の文化系女子。ピュアな鏡花をいじるのが好き。演劇部所属で、最終回では鏡花に人前で歌える度胸をつけさせるためオリジナルの舞台劇を作って鏡花に演じさせた。

### その他
アリス☆新城（アリスしんじょう）
鏡花と同じ高校に通う自称ネットアイドル。動画配信で鏡花（の盗撮動画）が常に自分より上位にいるため、鏡花を一方的にライバルとみなしてちょっかいをかけてくる。本人に自覚はないが驚異的な音痴で、動画配信では逆にそれが魅力として受け入れられている。男女の恋愛には疎い。登校中に変質者に迫られていたところを鏡花に助けられたことがある。
多摩（たま）
喫茶店エラトーの女性マスター。「通学路の歌姫ファンクラブ」を主宰し、鏡花を陰ながら愛でることを信条にして街の同志たちと徒党を組んでいる。鏡花がファンである演歌歌手・赤江香苗のサイン会を企画してエラトーで開催したこともある行動派。
赤江 香苗（あかえ かなえ）
演歌歌手。歌の才能は本物といわれるが何故か売れていない。鏡花が彼女の新曲を口ずさんだことで、赤江本人にも脚光が当たるようになった。売れない原因は持ち歌がサイバーパンクのようなぶっ飛んだ歌詞であるためらしい。
玲亜（れあ）
杉山先輩の姪。5歳。先輩が留守の間、鏡花が玲亜の子守りを引き受けることになった。極度の人見知りでなかなか打ち解けようとしなかったが、鏡花の歌を聞くうちに心を開いた。

## 備考
ぬじまが『やわらかスピリッツ』（小学館）に連載している「怪異と乙女と神隠し」の第七十三怪「幕間①」の後半から、本作ヒロインの鏡花と次作ヒロインの虎子に酷似した容姿と名前のキャラクターが登場している。

## 書誌情報
- ぬじま『歌うヘッドフォン娘』白泉社〈ヤングアニマルコミックス〉、全1巻
  1. 2016年10月28日発売[3]、ISBN 978-4-592-14321-5